# Nakamura Chōbei
Nakamura Chōbei (中村 長兵衛?, Nakamura Chōbei; XVI secolo – XVII secolo) è stato un bandito giapponese vissuto durante il periodo Azuchi-Momoyama, ricordato per aver ucciso il generale Akechi Mitsuhide durante la fuga dalla battaglia di Yamazaki.

## Biografia

### La vita
Un semplice guerriero contadino, Nakamura Chōbei era il capo di un gruppo di banditi cacciatori di teste nei pressi di Ogurisu, un piccolo villaggio nell'attuale Fushimi della prefettura di Kyoto, vicino alla zona della battaglia di Yamazaki. Riottosi contadini di montagna, la nemesi degli Oda, attaccavano gli squadroni nelle vicinanze dei campi di battaglia per l'acquisizione di preziose armature e spade.

### La morte di Mitsuhide

Nakamura che uccide Mitsuhide, stampa di Utagawa Kunimasa del 1894, posta sulla targa del luogo.

Egli stesso disse di aver ucciso il generale Akechi Mitsuhide, inoltratosi nelle campagne nella speranza di salvarsi. Secondo questa voce, al momento della fuga, dopo essere stato sconfitto a Yamazaki dalle truppe di Toyotomi Hideyoshi, con i suoi dodici vassalli, Mitsuhide attraversò a cavallo il villaggio per raggiungere suo fratello minore Hidemitsu al castello di Sakamoto. A tarda mezzanotte, lungo la strada sotto una forte pioggia, passò vicino a Nakamura, che era nascosto in un boschetto di bambù fuori città, nel sud-est di Kyoto, ora noto come "Akechi Yabu" (明智藪? lett. "Boschetto di bambù di Akechi"), alla ricerca dei samurai in fuga per derubarli.
Mitsuhide venne catturato dai banditi e Nakamura lo uccise di persona trafiggendolo al torace sul fianco con un solo colpo della sua lancia di bambù. Ciò avvenne il 17 luglio 1582, meno di un mese dopo che Mitsuhide aveva tradito e ucciso il famoso daimyō Oda Nobunaga al tempio di Honnō-ji. Nel momento in cui cadde da cavallo, Mitsuhide era già morto e Nakamura fuggì.
La mattina dopo, cessato di piovere, il cadavere di Mitsuhide fu trovato dagli abitanti del villaggio, quando era già marcito dal caldo intenso dell'estate, e indossava un'armatura con lo stemma del clan Akechi. Mizō Shigemoto, il vassallo di Hideyoshi, riferì che era senza testa e con un germoglio di bambù immerso nel collo. Sepolta dai suoi stessi seguaci sotto la terra umida nella vicina Fukada per evitare di cadere nelle mani del nemico come trofeo, la testa fu trovata e presentata a Hideyoshi. Tuttavia, poiché il cadavere recuperato era difficile da identificare, altre voci narrano che Mitsuhide sia riuscito a sopravvivere.
Nel 1588, sei anni dopo l'uccisione di questo signore per mano di una persona non nobile di nascita, i governanti militari fecero disarmare i contadini in una "caccia alle spade", editto promulgato da Hideyoshi, che fu un passo importante nello sviluppo dei samurai come classe armata distinta dai contadini.

### La scomparsa
In un sondaggio del successivo periodo Kan'ei (1624-1644), circa cinquant'anni dopo, nessuno degli abitanti del villaggio di Ogurisu conosceva il contadino Nakamura Chōbei, che doveva essere diventato un eroe.

## Cultura postuma
- Ci sono rapporti secondo cui, se si visita il luogo della loro battaglia finale in una notte di tempesta, intrecciato con i suoni della pioggia che cade e dei venti che soffiano, si sente il suono di urla terrificanti: le ultime e disperate grida dei fantasmi di Mistuhide e dei suoi seguaci, che ripetono la scena mentre vengono attaccati in quella fatidica notte del 1582 da Nakamura e dalla sua banda.[3]

## Nella cultura di massa
- La presunta uccisione di Mitsuhide da parte di Nakamura ha ispirato il personaggio della bambola ninja nel film d'animazione Checkered Ninja, che in realtà è posseduto dallo spirito di un ninja di nome Taiko Nakamura.